# André Juillard
André Juillard (Parijs, 9 juni 1948 – Penvénan, 31 juli 2024) was een Frans striptekenaar, bekend van de stripreeksen Roodmasker en De zeven levens van de sperwer, en als tekenaar van meerdere albums van Blake en Mortimer in samenwerking met scenarioschrijver Yves Sente na het overlijden van Edgar P. Jacobs.

## Vroege carrière
André Juillard las als kind het stripblad Tintin/Kuifje, waarin hij met name Alex erg goed vond. Hij verloor de strips daarna wat uit het oog, maar toen hij rond 1970 ging studeren op de kunstacademie keerde de interesse voor strips terug, onder meer door het lezen van de strip Lone Sloane van Philippe Druillet. Hij deed mee aan een tekenwedstrijd van het blad Formule 1 (uitgebracht door Fleurus presse) waar hij de interesse wekte van de redactie. In Formule 1 debuteerde hij met een western La longue Piste de Loup Gris en tekende daarna verschillende verhalen zoals het middeleeuwse Bohemond de Saint-Gilles. Bij datzelfde blad leerde hij zich een snel tekenritme aan. Hierna volgde het meisjesstripblad Djin waar hij Romeo en Julia verstripte. Bij Djin werkte hij samen met Didier Convard met wie hij verschillende verhalen maakte. Hij werkt ook samen met Claude Verrien aan de strip Alwin. Naast deze strip tekende hij op tekst van Jacques Martin voor Glénat ook de eerste drie delen van de reeks Arno.

## Eerste succes
Omdat er veel bladen verdwenen bij Fleurus ging André Juillard nu voor het blad Pif werken waar hij in contact kwam met scenarist Patrick Cothias. Samen maakten zij korte verhalen van iedere keer tien bladzijden over een vrouwelijke gemaskerde Robin Hood Masque Rouge (Roodmasker). Toen de strip na twee jaar stopgezet werd hebben Juillard en Cothias de strip in gewijzigde vorm voortgezet bij uitgeverij Glénat onder de naam De zeven levens van de sperwer. Juillard en Cothias hernamen enkele figuren uit dit epos en lieten hen avonturen beleven in de Nieuwe Wereld onder de titel Wuivende veder. Deze verschillende reeksen vertellen het levensverhaal van de fictieve Ariane de Troïl, van 1609 tot 1626.

## Blake en Mortimer
Op scenario van Yves Sente tekende André Juillard verschillende delen van Blake en Mortimer, de stripreeks begonnen door Edgar P. Jacobs.

## Andere strips
In Het dagboek werkte Juillard op basis van een eigen scenario en deze strip wordt door sommigen als zijn meesterwerk beschouwd. Deze strip leidde ook tot zijn bekroning in Angoulême in 1996.
In 2011 realiseerde André Juillard een samenwerking met scenarist Yann, Mezek. Ze hadden jaren eerder al samengewerkt voor een collectief album (Sales petits contes) en waren beiden enthousiast over een nieuwe samenwerking. Het scenario van Yann bleef wel vier jaar in de schuif liggen tot Juillard tijd vond in zijn drukke agenda. Mezek vertelt het verhaal van de Zweedse piloot Bjorn die in een gesmokkelde Mezek (eigenlijk een Duitse Messerschmitt) in 1948 vecht voor de jonge staat Israël tegen een coalitie van Arabische landen. Voor deze reeks documenteerde Juillard zich met schaalmodellen van een Messerschmitt 109 en een Spitfire.

## Prijzen
In 1996 was Juillard de laureaat van de Grand Prix de la ville d'Angoulême op het Internationaal stripfestival van Angoulême.

## Stripverhalen
Juillard werkte mee aan volgende uitgaves:
- La longue Piste de Loup Gris
- Bohemond de Saint-Gilles
- Romeo en Julia
- Isabelle Fantouri i.s.m. Didier Convard
- Alwin i.s.m. Claude Verrien
  - Kruisridders in de woestijn, 1982
  - Valstrik op Malta, 1982
- Roodmasker i.s.m. Patrick Cothias
  - Roodmasker, 1985
  - Knekelhuis der onnozele kinderen, 1986
  - De afspraak in Chantilly, 1986
- Arno i.s.m. Jacques Martin
  - De rode schoppen, 1986
  - Het oog van Keops, 1986
  - De Nubische waterput, 1991
- De zeven levens van de sperwer, i.s.m. Patrick Cothias
  - Het sneeuwkind, 1986
  - Het uur der honden, 1986
  - De meiboom, 1987
  - Hyronimus, 1988
  - De meester van de vogels, 1990
  - Duivelswerk, 1991
  - Het teken van de Condor, 1991
  - Vijftien jaar later, 2014
  - Wat een wereld, 2021
- Goudrovers i.s.m. Jean Ollivier, 1987
- Het dagboek, 1994
- Wuivende veder, i.s.m. Patrick Cothias
  - De zottin en de moordenaar, 1995
  - De dondervogel, 1996
  - Beau-de Jager, 2002
  - God noch duivel, 2002
- Lena, i.s.m. Pierre Christin
  - De lange reis van Lena - Lena en de drie vrouwen, 2011
- Mezek, i.s.m. Yann, 2011
- Blake en Mortimer (i.s.m. Yves Sente) 
  - Het Voronov-complot, 2000
  - De Sarcofagen van het 6e Continent - De universele dreiging, 2003
  - De Sarcofagen van het 6e Continent - Het duel van de geesten, 2004
  - Het Heiligdom van Gondwana, 2008
  - De Eed van de Vijf Lords, 2012
  - De Staf van Plutarchus,  2014 (met Étienne Schréder)
  - Het Testament van William S., 2016
  - Getekend Olrik, 2024